# ラルフ・エリーザー・ホワイトサイド・アール
ラルフ・エリーザー・ホワイトサイド・アール（Ralph Eleaser Whiteside Earl、 1785年ころから1788年ころまでの生まれ、1838年9月16日没）はアメリカ合衆国の画家である。第7代アメリカ合衆国大統領、アンドリュー・ジャクソンの「宮廷画家」と呼ばれた肖像画家である。

## 略歴

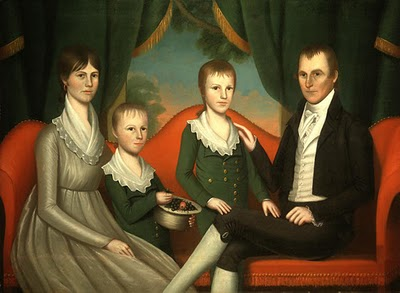
1804年のラルフの作品

父親は肖像画家のラルフ・アールで、父親は独立戦争の時に王党派に属し、1778年に妻子を置いてイギリスに亡命し、イギリス人女性と再婚した人物である。父親夫妻は1785年かその翌年にアメリカに帰国しており、ラルフ・E・W・アールは帰国後、ニューヨークで生まれたと推定されている。父親から絵を学んだ。ラルフ・E・W・アールの初期の肖像画は素朴派に近い、父親のスタイルを残している。
1809年にロンドンに渡り、1年半、アメリカ出身の画家、ジョン・トランブルに1年間学び、父親が指導を受けたベンジャミン・ウエストからもアドヴァイスを受けた。その後、1814年までイギリスに滞在し、母方の祖父の家や叔父の家にとどまり肖像画の仕事をした。パリに旅した後、1815年12月にアメリカに帰国した。
多くのアメリカの画家が歴史画の大作を描いており、アールも1812年から1815年までの米英戦争でアメリカが勝利した、ニューオーリンズの戦いを題材に描く野心を持ち、1817年にテネシーに指揮官だったアンドリュー・ジャクソンの家を訪ねた。ジャクソンと彼の家族の肖像画を描き、気に入られ、1819年にジャクソン夫人の姪と結婚することになった。妻は1920年の出産時に亡くなったが、ジャクソンに好まれ、妻の死後もジャクソンの邸で暮らした。1829年にジャクソンがアメリカ大統領に当選すると、アールもホワイト・ハウスで活動し、多くの肖像画を描き、ジャクソンの「宮廷画家」と呼ばれることもあった 。
ジャクソンが2期目の任期を終えると、ジャクソンと共にテネシーに戻り、1838年9月16日にジャクソンの邸宅「ザ・ハーミテージ」で亡くなった。

## 作品

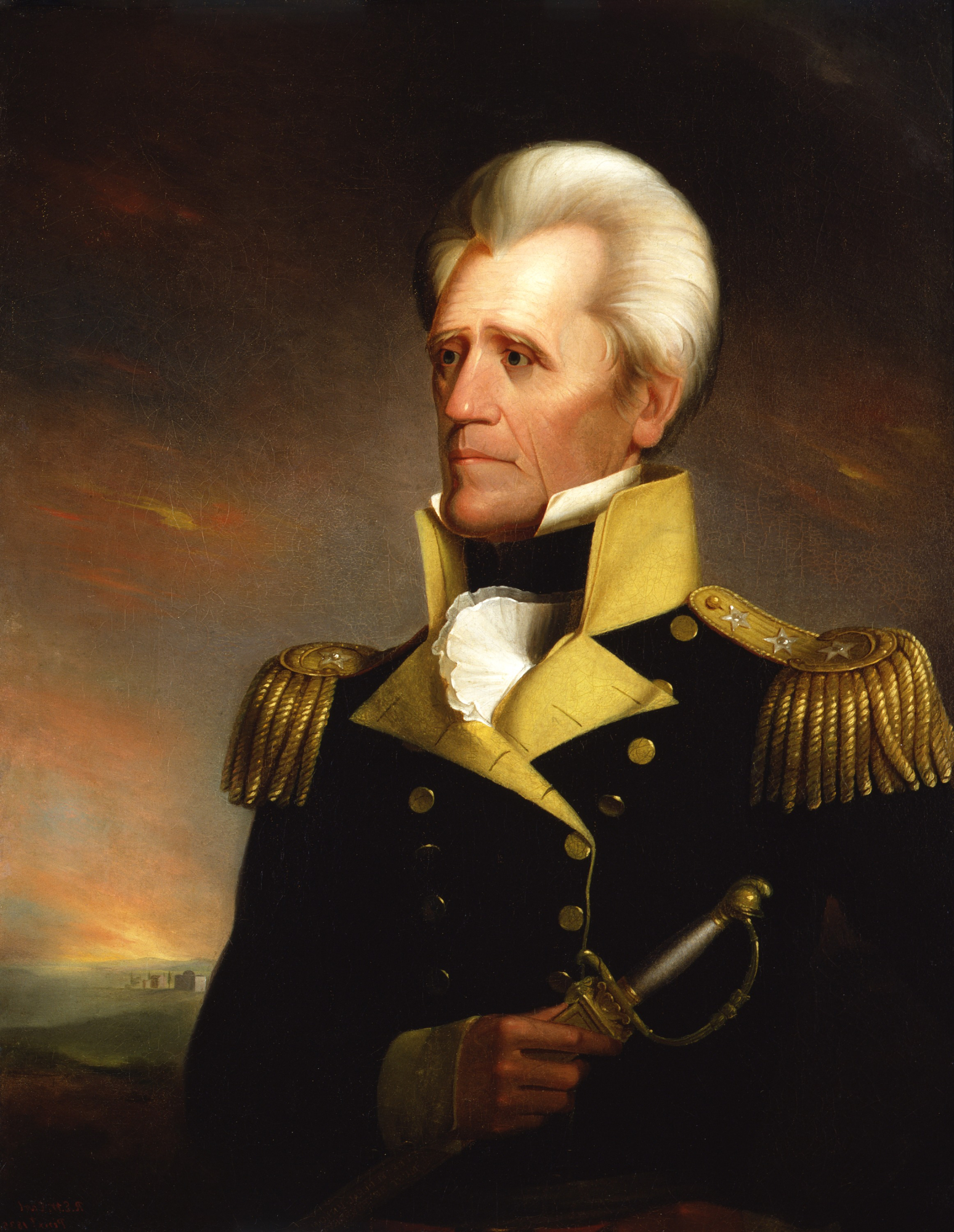
アンドリュー・ジャクソン (1835)
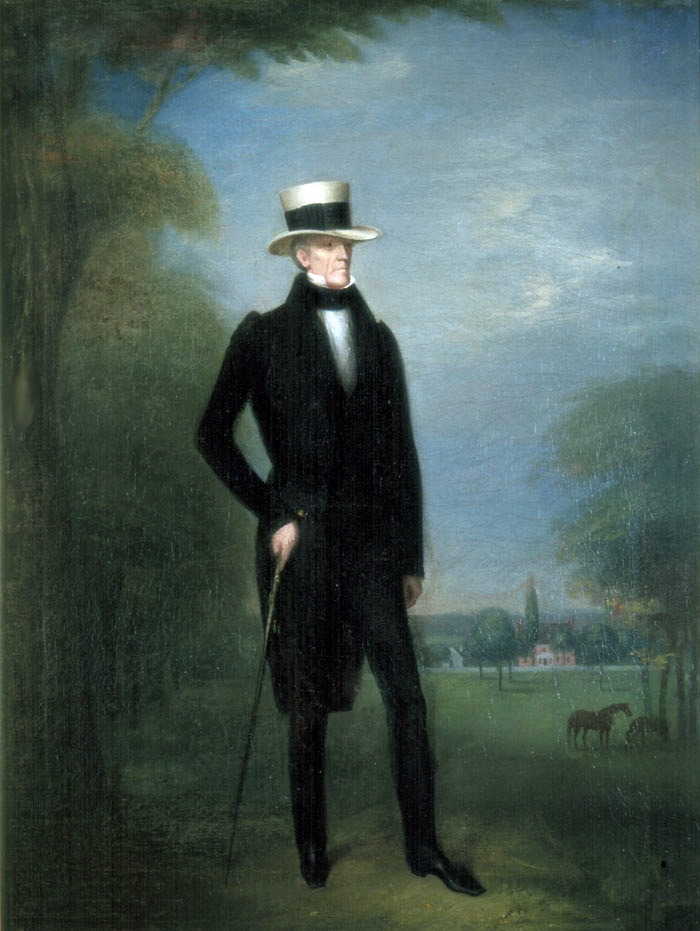
テネシー時代のジャクソン (1820年代)
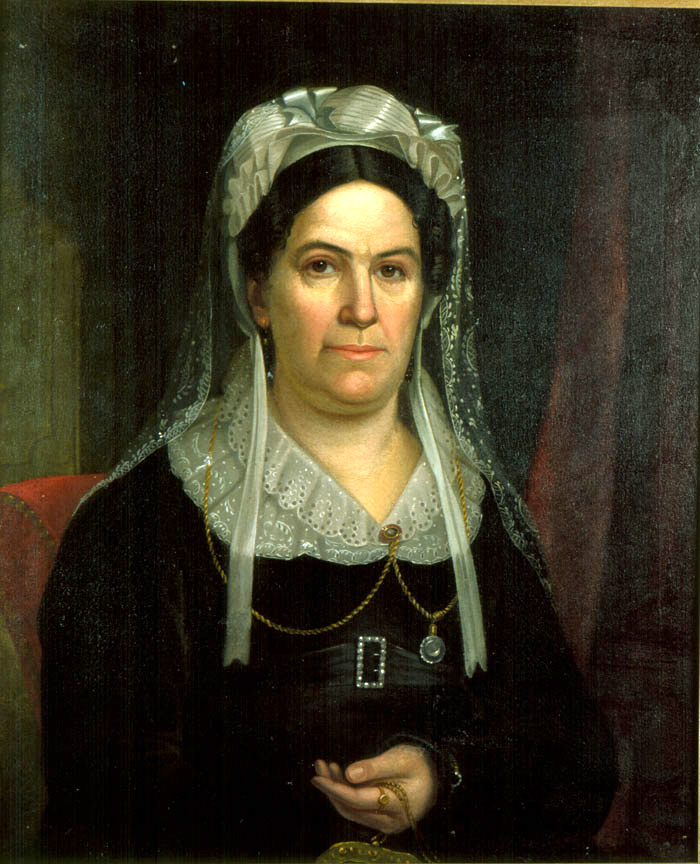
レイチェル・ジャクソン (1820年代)
(1790)